# 楊州鶴
楊州鶴（1571年—1622年），號伾南、又号伾镡，直隸大名府浚縣人。明朝末年政治人物。

## 生平
万历十九年（1591年）辛卯科順天鄉試第一百名舉人，二十九年（1601年）登辛丑科进士，吏部觀政，授崑山县知縣，三十二年調莱阳知县，三十六年行取兵部主事，三十八年考选，四十年擢福建道御史，河東巡盐，四十四年巡按四川，本年养病。四十七年復除福建道，三月巡按河南。四十八年七月，升山西右參政，分守冀寧道。天启元年六月，调岢岚道参政，二年卒于任。

## 家族
曾祖楊兴，祖杨庆，父杨好礼，俱贈參政。